# Мулукаев, Роланд Сергеевич
Роланд Сергеевич Мулукаев (род. 22 октября 1929, Владикавказ) — юрист, специалист по истории государства и права, а также — по конституционному праву; выпускник Московского юридического института (1953), доктор юридических наук с диссертацией об истории становления милиции в СССР (1979); профессор и начальник кафедры в Академии управления МВД России; академик РАЕН, заслуженный деятель науки РФ и заслуженный работник МВД РФ; кавалер ордена «Знак Почета» и ордена «За заслуги перед Осетией».

## Биография
Роланд Мулукаев родился 22 октября 1929 года во городе Владикавказе, в те годы являвшемся частью Северо-Осетинской автономной области РСФСР «в интеллигентной семье»; получил среднее образование в городской школе № 5, до революции бывшей классической мужской гимназией (окончил с отличием). После школы он поступил в Московский юридический институт (сегодня — Московская юридическая академия имени О. Е. Кутафина). После получения высшего образования стал аспирантом на кафедре теории и истории государства и права, являвшейся частью юридического факультета Московского государственного университета имени М. В. Ломоносова (МГУ), где обучался в период с 1953 по 1956 год под научным руководством правоведа, профессора Ксении Софроненко.
В 1956 году Мулукаев защитил кандидатскую диссертацию по теме «Образование Северо-Осетинской АССР» — стал первым осетином с учёной степенью кандидата юридических наук. В 1957—1958 годах работал в Северо-Осетинском областном комитет комсомола (ВЛКСМ), а в период с 1959 по 1960 год преподавал во Всесоюзном обществе «Знание». В 1960 году начал преподавать в Высшей школе милиции МВД СССР (сегодня — Академия управления МВД России). В 1979 году успешно защитил докторскую диссертацию по теме «Организационно-правовые проблемы становления Советской милиции (1917—1920 гг.)» — работа впоследствии была переведена на несколько иностранных языков.
В сентябре 1980 году Мулукаеву было присвоено учёное звание профессора. Вплоть до периода распада СССР он являлся научным экспертом Верховного Совета как СССР, так и РСФСР; в России входил в экспертные советы по делам межнациональных отношений, работавших при Государственной думе и Совете Федерации. В 1997 году Мулукаев представлял Россию на Международной конференции ЮНЕСКО. Является главным научным сотрудником научно-исследовательского центра Академии управления МВД России. Был награжден орденом Знак почета и орденом Почета; является академиком-секретарём отделения правовых проблем геополитики и безопасности РАЕН, заслуженным деятелю науки РФ, заслуженном работником Министерства внутренних дел РФ и кавалером ордена «За заслуги перед Осетией».
Умер в г. Москва 30.01.2025 года

## Работы
Роланд Мулукаев является автором и соавтором более двух сотен научных публикаций (по другим данным — более трёх сотен, включая 14 монографий); он специализируется на деятельности органов законодательной, исполнительной и судебной власти как СССР, так и России, а также — Испании. Являлся научным руководителем и консультантом в приблизительно сотне кандидатских и докторских диссертациях (по другим данным — в 98 кандидатских и 26 докторских диссертациях). Согласно точке зрения Мулукаева, зачастую впервые исследовавшего некоторые вопросы развития советского государства и права используя материалы по народам Кавказа, «именно благодаря советской власти народы России получили право на создание своих автономных государственных образований»:
- «Полиция в России» (1993);
- «Милиция России» (1995);
- «Полиция и милиция России: страницы истории» (1995) (в соавт.);
- «Органы и войска МВД России» (1996) (в соавт.);
- «История отечественных органов внутренних дел в материалах информационных служб» (1997) (в соавт.);
- «Из опыта борьбы с профессиональной преступностью в России» (1998).